# 城戸沙織
城戸 沙織（きど さおり）は、車田正美の漫画『聖闘士星矢』およびそれを原作とするアニメに登場する架空の人物で本作のヒロイン。アテナ沙織とも称される。

## 来歴
数百年に一度、地上に邪悪がはびこるときに現れる戦いの女神アテナの化身。地上の平和と、生きとし生けるすべての生命を守る使命を持つ。現代における冥王ハーデスの復活を予期し、物語開始の13年前にギリシアの聖域最奥のアテナ神殿に人の姿を借りて降臨した。
聖域にある部屋に女の赤ちゃんとして降臨直後、教皇に扮した黄金聖闘士・双子座のサガに短刀にて暗殺を企てられるが、その寸前に黄金聖闘士・射手座のアイオロスに救われる。光速拳による攻撃を受け、命からがら聖域から逃げた瀕死のアイオロスから、偶然ギリシアに旅行に来ていたグラード財団総帥・城戸光政に託され、彼の孫娘「城戸沙織」として育てられる。光政の死後、13歳にしてグラード財団の実質的な支配者となった。
10人の青銅聖闘士による格闘技イベント・銀河戦争（ギャラクシアンウォーズ）を開催し、世界にその存在を知らしめ、星矢はじめ5人の聖闘士らとともに偽教皇（サガ）と対決。激戦の末勝利を収め、聖域を浄化。真の女神として君臨する。続く海皇ポセイドンとの闘いでは、自分の身を犠牲にしてポセイドンのもたらした水害を食い止めようとし、最終的に海洋神殿の破壊とポセイドンの再封印を行なう。
アニメでは聖域十二宮編と海皇ポセイドン編との間で、北欧アスガルドにおいて、地上制覇を企むポセイドンによって操られたオーディーンの地上代行者であるヒルダ率いる神闘士と死闘を繰り広げる。悪魔に魅入られたヒルダに変わって、自身の小宇宙の全てを燃やして祈りを捧げ続け、アスガルドが氷の破壊によって壊滅する事を防ぎきり、7つのオーディーンサファイアの入手とオーディーンの復活を達成し、見事に勝利を収め、アスガルドに平和を取り戻す。
冥王ハーデスの復活に際し、アテナとしての真の使命をもって冥界へ赴き、アテナの聖衣を身にまとってエリシオンでハーデスと対峙。瞬、氷河、紫龍、一輝の小宇宙を得てハーデスの真の肉体を黄金の杖で貫き、神話の時代より幾度も繰り返されたハーデスとの戦いに終止符を打つが、星矢が瀕死の重傷を負うという大きな代償を課せられる。

### 本編終了後の軌跡
以後の来歴は、本編終了後に公開された劇場版作品『聖闘士星矢 天界編 序奏〜overture〜』、続編漫画『聖闘士星矢 NEXT DIMENSION 冥王神話』、テレビアニメ『聖闘士星矢Ω』などで描かれている。
『聖闘士星矢 天界編 序奏〜overture〜』では、グラード財団の別荘にて、廃人同様となった星矢を単身で介護していたが、神に抗った星矢の抹殺に派遣された天闘士から星矢の命を守るため、地上の覇権を姉の月の女神アルテミスに引き渡す。なおもアルテミスの地上への天罰から地上を救おうと、再起した星矢と共に天界軍へ挑む。天界軍との闘いの後、アポロンにより記憶を消去され、同様に記憶を失った星矢と別荘で再会を遂げる。この際、沙織自身は星矢の記憶が残っているかのような台詞を星矢に投げかけているが、沙織が星矢を憶えているかどうかについては明言されていない。
『聖闘士星矢 NEXT DIMENSION 冥王神話』においては聖域で廃人となった星矢を介護しており、瞬とともに星矢の胸に刺さった剣を過去に戻り無きものとするため、アルテミスやクロノスのところへ出向くなど奔走。この途中に月の魔女・ヘカーテとの取引のため長い髪を切っている。クロノスの力を借りて瞬と過去へ飛ぶが、クロノスの悪戯で自身は赤子にされて聖域のアテナ神殿に降臨する。その後幼児の姿に成長しており、アテナとしての力を発揮している。
本編の十数年後のストーリー『聖闘士星矢Ω』においては当作の主人公・光牙の育ての親として登場し希少な「光の小宇宙」を持つと設定されている。13年前にマルス軍との戦いの際には自ら女神の聖衣を着て出撃、マルスの妻メディアが召還した宇宙から飛来した闇の隕石から地上を防ぐため光の小宇宙を発揮しこの闇と光の衝突で聖闘士の聖衣に新たな変化が起こっている。またその現場に偶然居合わせた赤子であった光牙・アリアの2人を自らの小宇宙で守ったが、アリアはマルスに攫われたため残された光牙を自らの養子として引き取った。彼女の小宇宙で守られたアリアと光牙は沙織の分身とも言うべき性質の光の小宇宙を持つ特殊な存在となっている。その数ヶ月後再度マルスに襲われた際に魔傷を受け、小宇宙を燃やす代償として身体を闇が蝕むようになっている。彼を聖闘士にするべくシャイナに指導させていたが、復活したマルスの闇に呑まれ消息不明となり、火星に捕われていたが光牙がアプスを倒しアリアの残留思念により魔傷が治癒し地上に帰還した。その後パラスの復活によりその身を蝕まれて行く。

## 人物像
幼少時は自身の素性を知らず、大富豪の令嬢として何不自由ない生活を送っていたため、言いなりに従う邪武を馬代わりに乗り回すなどなど苦労をかけたり非常にわがままに振舞い、言いなりに反した星矢を始めとする多くの孤児たちからは羨望と憎悪の対象となっていた。星矢達が聖闘士となった後も傲慢、わがまま、自分勝手などと罵られていたが、アテナとしての覚醒後はその気性の激しさはやがて神としての気高さへと昇華され、聖闘士たちから絶大な愛と信頼を寄せられている。
地上の女神としての宿命ゆえ、基本的には自分の感情をあえて押し殺しているが、その心の奥底では神としての重責に耐え切れず、1人の人間の少女として生きたいという気持ちがある。特に、実姉と引き離され事あるごとに反発していた星矢に対しては、自身も財団の令嬢であるがゆえに逆に孤独な境遇を強いられた過去があるため、自分に似た境遇を感じており、明確な表現が少ないものの恋慕に近いものがある。
神であるがゆえ、その小宇宙は至高の聖闘士である黄金聖闘士をも遥かに上回り、それでいて決して攻撃的ではなく、愛と安らぎに満ち、瀕死の聖闘士たちを甦らせる。聖闘士たちにとっては正義の象徴とも呼ぶべき存在である。
人智を超えた力を持ち、どんな強敵を前にしても毅然と立ち向かうが、そのためにしばしば敵の手に落ち、神でありながら人間の肉体を持つために命の危機に晒されることも少なくない。しかし、その限りない優しさと大いなる慈悲の心は、敵陣を前にしても決して失われることはない。
テレビアニメでは暗黒聖闘士戦の前というかなり早い段階で星矢達と和解し、アテナと発覚した際にもトラブルはなかった。また現代に至るまで自分の素性を知らず、光政の遺志を継いで正義を貫くため、あくまで平和を願う人間の1人として邪悪に立ち向かっていた。白銀聖闘士戦の最中の破壊されたコロッセオ跡で、執事の辰巳徳丸より光政の遺志による真実を知らされた後、射手座の黄金聖衣が星矢達と共鳴する事でアテナの小宇宙に目覚め、自分がアテナの化身ということを自覚していく。そのために自身の正体を知っていた冷静な印象の強い原作と比較し、喜怒哀楽の感情表現や精神的成長の描写も多い。その後登場しコロッセオでの戦いに破れたバベルにも、その目覚めた強大無比な小宇宙により、死の直前に涙を見せるほどの安らぎを与えている。暗黒聖闘士との戦いを前に星矢の家を訪れた際、星矢がセミヌード姿で出てきたときには赤面するといった少女らしい一面も見せている。十二宮編終盤では、黄金の矢が消えて復活した後、彼女に忠誠を誓った聖闘士達と共に十二宮を登り、瀕死の紫龍・氷河・瞬を強大な小宇宙で蘇生させている。

## 他作品

### Legend of Sanctuary
映画『聖闘士星矢 Legend of Sanctuary』では、16歳。160cm。16歳になった時、自らの出自を聞かされ戸惑いながらも自身の宿命を確かめるため、青銅聖闘士達と共に聖域へ向かう。

### セインティア翔
漫画『聖闘士星矢 セインティア翔』では、十二宮編終了後に復活した戦いの女神エリスと対立し、自らエリスの神殿へと赴く。

## 聖衣
アテナの聖衣（クロス）は、普段は聖域の最奥にあるアテナ神殿で、神話の時代から受け継がれる巨大なアテナ神像に姿を変えている。この像に、アテナ自身の血を浴びせることで復活する。この事実を知っているのは聖戦当時、前教皇・牡羊座のシオンのみであり、アテナ（沙織）自身も知らないことであった。
復活直後は、巨大なアテナ神像が人の手に持てる程度の小ささとなった形状だが、装着時は翼、右手に黄金の杖、左手に楯を備えた聖衣となる。右の黄金の杖は銀河戦争の当時から沙織が右手に携えていたもので、アテナに仕える勝利の女神・ニケの化身であり、あらゆる勝利を手にする力がある。左の楯は、いかなる神や邪悪の力をも退ける力があり、十二宮編では、アテナの心臓に刺さった黄金の矢を、瀕死の星矢がアテナに向けてかざす事でタイムリミットの瞬間に消滅させ、エリシオンでの決戦時にはハーデスの剣による攻撃を防いでいる。
なお、彼女を含むオリンポス十二神本来の鎧・神衣（カムイ）は、この聖衣とは全く異なる物らしいが、現在でも所在不明。アテナの聖衣こそが実は神衣だとする説もある。

## キャスト
声優
- 潘恵子（TV版、OVA『冥王ハーデス十二宮編編』、劇場版第1〜5作）
- 折笠富美子（OVA『冥王ハーデス冥界編』以降の関連作品）
- 中川翔子（聖闘士星矢Ω）
  - 金香里（聖闘士星矢Ω〈赤子〉）

- 佐々木彩夏（Legend of Sanctuary）
  - こおろぎさとみ（Legend of Sanctuary〈赤子〉）
  - 諸星すみれ（Legend of Sanctuary〈子供〉）

- 水瀬いのり（セインティア翔）
- 坂本真綾（中国版『聖闘士星矢 ライジングコスモ』）
- 潘めぐみ（『聖闘士星矢 The Beginning』日本語吹き替え）

俳優
- 中山忍（1991年・ミュージカル）
- 富田麻帆（2011年・ミュージカル）
- マディソン・アイズマン（聖闘士星矢 The Beginning）